# Arese
Arese (lombardul Ares) egy olasz község (comune) Lombardia régióban. 2010-ben 19 506 lakosa volt.
Városi rangot 1985. október 25-én kapott.

## Történet
A város 1961-től 1986-ig az Alfa Romeo székhelye volt. Ma már csak 500-an dolgoznak a gyárban. A gyár múzeuma 1976. december 18-án nyílt meg, 2006-ban 10 500 látogatója volt.

## Látnivalók
- Alfa Romeo-múzeum
- San Bernardino da Siena a Valera-templom

## Testvérvárosai
- Mosonmagyaróvár, Magyarország
- Campolieto, Olaszország